# Vesikko
Vesikko (fi. för flodiller) är en finländsk ubåt, tillhörande Vesikko-klassen, som sjösattes den 10 maj 1933 i Åbo vid Crichton-Vulcanvarvet. Ubåten hade ritats av det nederländska bolaget Ingenieurskantoor voor Scheepsbouw (IvS) i oktober 1930. Vesikko fick typmärkningen CV 707 vid beställningen. Idag är ubåten utställd och öppen för allmänheten vid Sveaborg i Helsingfors.

## Tyskt projekt

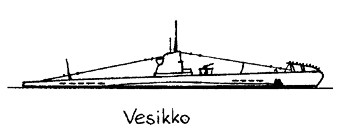
Vesikko

IvS var ett tyskt täckföretag för att utveckla ubåtar. Tyskland hade inte tillåtelse att ha ubåtar enligt fredsfördraget från Versailles, varvid man med liknande förbjudna vapen var tvungna att utveckla dem i utlandet. Det tyska pansarvapnet och flygvapnet utvecklades bland annat i Sovjetunionen. Tyskarna testade Vesikko i den åboländska skärgården under segelsäsongerna 1933 och 1934. Vesikko anses vara en prototyp till den tyska IIA-klassens ubåt. Tyskarna skulle komma att bygga sammanlagt sex ubåtar av denna klass (U-1–U-6) vid varvet Deutsche Werke i Kiel.

## Finländska staten köper ubåten
Genom att använda sin kontraktsenliga inlösningsrätt tog den finländska staten ubåten i sin egen tjänst på hösten 1934 och flottan började använda den år 1935. När regeringen godkände anskaffningen tillfördes den officiellt flottan 1936 och gavs namnet Vesikko.

## Krigen

### Vinterkriget
Under vinterkriget patrullerade Vesikko finska viken under december 1939.

### Fortsättningskriget
I början av fortsättningskriget sänkte Vesikko den 3 juli 1941 det sovjetiska handelsfartyget Vyborg genom torpedering från 700 meters avstånd. En torped gick förbi, men den andra träffade fartyget akterut och ledde till att fartyget sjönk. I början av juni 1944 skyddade ubåten evakueringstransporter från det Karelska näset. Vesikko beordrades återvända till hemmahamn den 19 september 1944 på grund av stilleståndsavtalet, som uppnåtts mellan Sovjetunionen och Finland. Ubåten seglade för sista gången under finländska marinens flagg i december 1944. I januari 1945 beordrade den allierade kontrollkommissionen den, samt alla övriga finländska ubåtar, att desarmeras. Vetehinen, Vesihiisi, Iku-Turso och Saukko fördes till Belgien för att skrotas. Man planerade att behålla Vesikko för skolningsändamål, men den förblev vid Valmets varv vid Skatuddens varv i tiotals år.

## Ubåtarna förbjuds
Fredsavtalet från Paris år 1947 förbjöd Finland att ha ubåtar, varvid alla finländska ubåtar, utom Vesikko, såldes till Belgien 1953 för att huggas upp samma år. Vesikko flyttades till krigsmuseet 1959 som museiubåt. Genom donationer och frivilligt arbete iståndsattes Vesikko och öppnades som museum på den finländska marinens årsdag, den 9 juli 1973. Den är idag utställd vid Sveaborg och öppen för allmänheten.